# نوشپلینگن
نوشپلینگن (به آلمانی: Nusplingen) یک شهر در آلمان است که در تسولرنالبکرایس واقع شده‌است. نوشپلینگن ۱٬۸۶۱ نفر جمعیت دارد.